# Ecgberht của Wessex
Egbert (cũng được viết Ecgberht, Ecgbert hoặc Ecgbriht; 771/775 - 839) là vua của Wessex từ 802 cho đến khi ông qua đời năm 839. Cha của ông là Ealhmund của Kent. Trong thập niên 789, Egbert bị buộc phải sống lưu vong bởi Offa của Mercia và Beorhtric của Wessex, khi Beorhtric qua đời năm 802 Egbert trở lại và lên ngôi.

## Thông tin chung
Vào năm 802, sau khi Beohtric mất, Egbert đã kế vị ngai vàng và ngay lập tức loại bỏ Wessex khỏi liên minh Mercia và củng cố quyền lực của mình như một nhà cai trị độc lập. Năm 825, Egbert đánh bại Beornwulf của Mercia và kết thúc quyền lực tối cao  của Mercia trong trận Ellandun, và tiến hành kiểm soát các xứ phụ thuộc ở miền đông nam nước Anh. Năm 829, Egbert đánh bại Wiglaf của Mercia và tạm thời cầm quyền Mercia trực tiếp. Cuối năm đó, ông nhận sự quy phục của vua Northumbrian tại Dore. Biên niên sử Anglo-Saxon sau đó mô tả Egbert như là một bretwalda ( hay "Người cai trị của Anh").
Egbert không thể duy trì vị trí thống trị này, và trong vòng một năm và Wiglaf giành lại được ngai vàng của Mercia. Tuy nhiên, Wessex đã giữ lại kiểm soát của Kent, Sussex và Surrey, những vùng lãnh thổ đã được trao cho Egbert của con trai Æthelwulf để cai trị như là một phó vương dưới Egbert. Khi Egbert qua đời năm 839, Æthelwulf kế nhiệm ông, các vương quốc đông nam cuối cùng đã bị thôn tính và sáp nhập vào vương quốc Wessex sau cái chết của Æthelwulf trong năm 858.